# Jan Busselen
Jan Busselen (Hasselt, 12 maart 1979) is een Belgisch politicus voor de marxistische partij PVDA.

## Levensloop
Jan Busselen is een zoon van Tony Busselen, een militant van het eerste uur van de radicaal-linkse partijen AMADA en de Partij van de Arbeid van België. 
Busselen studeerde aan het Koninklijk Conservatorium Brussel (KCB), waar hij in 2006 afstudeerde als master of arts in de muziek. Hij was tussen 2000 en 2014 onder meer actief als jazzgitarist en zanger bij Para K Sepas, Blue Nevski en Matos Ferros.
In september 2011 ging hij aan de slag bij Solidair, het partijblad van PVDA, als audiovisueel manager, een functie die hij uitoefende tot oktober 2014. Vanaf 2014 was hij actief bij verschillende burgerplatformen zoals Hart Boven Hard en het "Steuncomité voor de Grieken" dat zich solidair opstelde met de Griekse bevolking en zich uitsprak tegen de Europese besparingsoperaties. Verder was hij medeoprichter van het platform tegen haat en terreur, dat ontstond na de terreuraanslagen in Brussel en in Parijs. In 2017 werd hij actief als fractiemedewerker voor de PVDA in het Brussels Parlement en bleef dit tot in 2019. Daarnaast werd hij van 2018 tot 2019 actief als muziekleerkracht in het Deeltijds kunstonderwijs te Brussel en syndicaal actief voor de ACOD.
Bij de Brusselse gewestverkiezingen van 26 mei 2019 werd Jan Busselen als lijsttrekker verkozen op de Nederlandstalige kieslijst van de PVDA. Vanuit deze hoedanigheid zetelt hij tevens in de Raad van de Vlaamse Gemeenschapscommissie. Hij was daarmee de eerste Nederlandstalige verkozene voor de partij in het Brussels Parlement. Als parlementslid ging hij zich toeleggen op armoedebestrijding, onderwijs, gezondheidszorg, cultuur en wonen. Bij de Brusselse gewestverkiezingen van 9 juni 2024 werd Busselen herkozen.
Sinds december 2024 is Busselen gemeenteraadslid van Jette. Hij was lijsttrekker van PVDA-PTB bij de lokale verkiezingen van oktober 2024, waarbij de partij voor het eerst opkwam in Jette.